# ديفيد نياثي
ديفيد نياثي (بالإنجليزية: David Nyathi)‏ ، من مواليد 22 مارس 1969 ، لاعب كرة قدم جنوب أفريقي سابق. و قد لعب مع منتخب جنوب أفريقيا لكرة القدم.

## روابط خارجية
- ديفيد نياثي على موقع الاتحاد الدولي (مؤرشف)  (الإنجليزية)
- ديفيد نياثي على موقع قاعدة بيانات كرة القدم.إي يو (الإنجليزية)
- ديفيد نياثي على موقع ناشيونال فوتبول تيمز (الإنجليزية)
- ديفيد نياثي على موقع Soccerbase.com (لاعب) (الإنجليزية)
- ديفيد نياثي على موقع Soccerway.com (الإنجليزية)
- ديفيد نياثي على موقع كووورة